# کاناکینومب
کاناکینومب (انگلیسی: Canakinumab) با نام تجاری ایلاریس (Ilaris) که نام اولیه‌اش «ACZ885» بود، یک آنتی‌بادی مونوکلونال است که اینترلوکین ۱ بتا را هدف قرار می‌دهد.
این دارو هیچگونه واکنش متقاطع با سایر اعضای خانواده اینترلوکین ۱ از جمله اینترلوکین ۱ آلفا ندارد.
کاناکینومب در ژوئن ۲۰۰۹ میلادی توسط سازمان غذا و دارو آمریکا برای درمان سندرم‌های دوره‌ای وابسته به کرایوپایرین مورد پذیرش واقع شد.
پژوهش‌هایی برای استفاده از این دارو در درمان روماتیسم مفصلی، بیماری مزمن انسدادی ریه، نقرس، بیماری سرخرگ کرونری و اسکیزوفرنی انجام شده است.